# エマ・リード
エマ・リード（Emma Reid　1995年5月24日- ）はイギリス出身の柔道選手。階級は78kg級。

## 経歴
2021年のグランドスラム・アブダビ78㎏級でIJFワールド柔道ツアー初優勝を飾った。2022年の英連邦競技大会でも優勝した。2024年の世界選手権では準決勝でドイツのアンナ＝マリア・ヴァーグナーに内股で敗れるも、3位決定戦でフランスのオドレー・チュメオに技ありを取られた後に袈裟固で抑え込まれるが、あと1秒で一本になるところを切り返して抑え込みで逆転勝ちして3位になった。パリオリンピックでは初戦で敗れた。
IJF世界ランキングは2827ポイント獲得で19位(25/3/17現在)。

## 主な戦績
- 2021年 - グランプリ・ザグレブ　3位
- 2021年 - グランドスラム・アブダビ　優勝
- 2022年 - 英連邦競技大会　優勝
- 2023年 - グランプリ・アルマダ　3位
- 2024年 - グランドスラム・ドゥシャンベ　3位
- 2024年 - グランドスラム・アスタナ　3位
- 2024年 - 世界選手権　3位
- 2025年 - グランプリ・リンツ　2位
- 2025年 -　グランドスラム・ドゥシャンベ　優勝

(出典、JudoInside.com)